# Spirostreptus antimena
Spirostreptus antimena är en mångfotingart som beskrevs av Henri Saussure och Leo Zehntner 1901. Spirostreptus antimena ingår i släktet Spirostreptus och familjen Spirostreptidae. Inga underarter finns listade i Catalogue of Life.